# Karol Linetty
Karol Linetty (Żnin, 1995. február 2. –) lengyel válogatott labdarúgó, az olasz Torino középpályása.
A lengyel válogatott tagjaként részt vett a 2016-os Európa-bajnokságon.

## Statisztikák

### A válogatottban
| Válogatott    | Év       | Pályára lépés | Gól |
| ------------- | -------- | ------------- | --- |
| Lengyelország | 2014     | 5             | 1   |
| Lengyelország | 2015     | 4             | 0   |
| Lengyelország | 2016     | 4             | 0   |
| Lengyelország | 2017     | 5             | 0   |
| Lengyelország | 2018     | 5             | 0   |
| Lengyelország | 2020     | 7             | 1   |
| Lengyelország | 2021     | 10            | 3   |
| Lengyelország | 2022     | 2             | 0   |
| Lengyelország | 2023     | 4             | 0   |
| Összesen      | Összesen | 46            | 5   |

#### Góljai a válogatottban
| # | Időpont             | Helyszín                                                      | Ellenfél            | Gólok | Eredmény | Kiírás                                     |
| - | ------------------- | ------------------------------------------------------------- | ------------------- | ----- | -------- | ------------------------------------------ |
| 1 | 2014. január 18.    | Zayed Sports City Stadion, Abu-Dzabi, Egyesült Arab Emírségek | Norvégia            | 3–0   | 3–0      | Barátságos mérkőzés                        |
| 2 | 2020. október 14.   | Városi Stadion, Wrocław, Lengyelország                        | Bosznia-Hercegovina | 2–0   | 3–0      | 2020–2021-es UEFA Nemzetek Ligája (A liga) |
| 3 | 2021. június 14.    | Kresztovszkij Stadion, Szentpétervár, Oroszország             | Szlovákia           | 1–1   | 1–2      | 2020-as EB                                 |
| 4 | 2021. szeptember 2. | Nemzeti Stadion, Varsó, Lengyelország                         | Albánia             | 4–1   | 4–1      | 2022-es VB-selejtező                       |
| 5 | 2021. szeptember 5. | Olimpiai Stadion, Serravalle, San Marino                      | San Marino          | 4–0   | 7–1      | 2022-es VB-selejtező                       |

## Sikerei, díjai
Lech Poznań
- Lengyel bajnok (1): 2014–15
- Lengyel szuperkupa (1): 2015